# گربه‌ماهی آند
گربه‌ماهی آند (نام علمی: Astroblepus ubidiai) نام یک گونه از سرده گربه‌ماهی بالارو است.